# Гаурипур (подокруг)
Гаурипур (бенг. গৌরীপুর, англ. Gauripur) — подокруг на севере Бангладеш в составе округа Маймансингх. Образован в 1981 году. Административный центр — город Гаурипур. Площадь подокруга — 374,07 км². По данным переписи 1991 года численность населения подокруга составляла 247 945 человек. Плотность населения равнялась 905 чел. на 1 км². Уровень грамотности населения составлял 24,40 %. Религиозный состав: мусульмане — 95,02 %, индуисты — 4,68 %, христиане — 0,03 %, прочие — 0,25 %.